# Cervonîi Orlîk, Krînîcikî
Cervonîi Orlîk (în ucraineană Червоний Орлик) este un sat în comuna Pokrovka din raionul Krînîcikî, regiunea Dnipropetrovsk, Ucraina.

## Demografie
Componența lingvistică a localității Cervonîi Orlîk
     Ucraineană (95%)
     Rusă (5%)
Conform recensământului din 2001, majoritatea populației localității Cervonîi Orlîk era vorbitoare de ucraineană (95%), existând în minoritate și vorbitori de rusă (5%).